# مها منصور سلمان جاسم آل ثاني
مها بنت منصور بن سلمان بن جاسم آل ثاني هي أول امرأة قطرية تعين في السلك القضائي بدولة قطر. تقدمت مها بعد تخرجها من كلية القانون في عام 2009 تقدمت بأوراقها إلى المجلس الأعلى للقضاء وذلك لطلب وظيفة مساعد قاضي وبعد فترة تم قبول طلبها في هذه الوظيفة.